# Грані (міфологія)

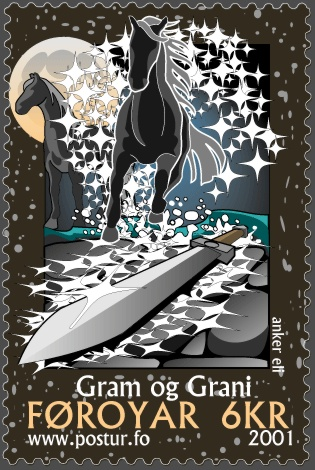
Грані та меч Грам на поштовій марці Фарерських островів, 2001 рік.

Грані (Grani або Greyfell) — чарівний кінь з германо-скандинавської міфології, який належав легендарному герою Сігурдові. Згідно з міфами, Грані є нащадком Слейпніра, жеребця Одіна, а Сіґурд отримує його від таємничого старця, який насправді є самим Одіном.
Зображення Грані зустрічається на так званих «каменях Сігурда» — археологічних пам'ятках, віднайдених у південно-східній Швеції, що зображають легенду про Сігурда, який вбиває дракона. Поширений у норвезькій іконографії мотив коня, який несе скарб, імовірно, пов'язаним з цим міфом: Грані несе скарби дракона Фафніра, вбитого Сігурдом.
Грані згадується в низці середньовічних творів («Пісня про Нібелунгів», «Старша Едда», «Молодша Едда» Сноррі Стурлусона тощо), а також у «Перстні Нібелунга» Вагнера та низці творів сучасного фентезі.